# Cantone di Rohan
Il Cantone di Rohan era una divisione amministrativa dell'arrondissement di Pontivy.
È stato soppresso a seguito della riforma complessiva dei cantoni del 2014, che è entrata in vigore con le elezioni dipartimentali del 2015.
Comprendeva i comuni di:
- Bréhan
- Crédin
- Lantillac
- Pleugriffet
- Radenac
- Réguiny
- Rohan